# RSC Anderlecht in het seizoen 2003/04
RSC Anderlecht startte ook het seizoen 2003/04 onder Hugo Broos, die zijn spelerskern aanzienlijk afslankte. Onder meer Gilles De Bilde, Bertrand Crasson, Filip De Wilde en Aleksandar Ilić zochten andere oorden op. Daarnaast kon Broos rekenen op de terugkeer van gewezen aanvoerder Pär Zetterberg en het debuut van toptalent Vincent Kompany.
Toch was het vooral de dribbelvaardige Aruna Dindane die zich in de kijker speelde. De Ivoriaanse aanvaller werd in januari 2004 de eerste Afrikaanse laureaat van de Gouden Schoen en loodste paars-wit met 14 competitiegoals naar zijn 27e landstitel. Paars-wit domineerde het seizoen, verloor slechts drie keer en verzamelde in totaal 81 punten. Na afloop van het seizoen werd Aruna door zijn collega's ook verkozen tot Profvoetballer van het Jaar. De jonge Kompany kreeg de trofee voor Jonge Profvoetballer van het Jaar. Broos werd voor de derde keer in zijn loopbaan verkozen Trainer van het Jaar.

## Spelerskern
| Nr.           | Naam                  | Nationaliteit           | Geboortedatum | Vorige club                   |
| ------------- | --------------------- | ----------------------- | ------------- | ----------------------------- |
| Keepers       |                       |                         |               |                               |
| 1             | Daniel Zitka          | Tsjechië                | 20-06-1976    | 2000-2002 KSC Lokeren         |
| 24            | Tristan Peersman      | België                  | 28-09-1979    | 1996-2000 KSK Beveren         |
| 25            | Jan Van Steenberghe   | België                  | 04-07-1972    | 2002-2003 La Louvière         |
| Verdedigers   |                       |                         |               |                               |
| 2             | Aleksandar Ilić       | Servië                  | 20-06-1969    | 1997-2000 Club Brugge         |
| 3             | Olivier Deschacht     | België                  | 16-02-1981    | /                             |
| 5             | Glen De Boeck         | België                  | 22-08-1971    | 1992-1995 KV Mechelen         |
| 6             | Michał Żewłakow       | Polen                   | 22-04-1976    | 1999-2002 Excelsior Moeskroen |
| 12            | Olivier Doll          | België                  | 09-06-1973    | 1989-1994 RFC Seraing         |
| 27            | Vincent Kompany       | België / Congo-Kinshasa | 10-04-1986    | /                             |
| 30            | Hannu Tihinen         | België                  | 01-07-1976    | 2001-2002 Viking Stavanger    |
| 34            | Lamine Traoré         | Burkina Faso            | 10-06-1982    | /                             |
| 37            | Anthony Vanden Borre  | België / Congo-Kinshasa | 24-10-1987    | /                             |
| Middenvelders |                       |                         |               |                               |
| 4             | Yves Vanderhaeghe     | België                  | 30-01-1970    | 1998-2000 Excelsior Moeskroen |
| 7             | Goran Lovre           | Joegoslavië             | 23-03-1982    | /                             |
| 10            | Walter Baseggio       | België / Italië         | 19-08-1978    | /                             |
| 11            | Martin Kolář          | Tsjechië                | 18-09-1983    | 2001-2002 Bohemians Praag     |
| 14            | Marc Hendrikx         | België                  | 02-07-1974    | 1992-1997 Lommel SK           |
| 15            | Besnik Hasi           | Albanië                 | 29-12-1971    | 1998-2000 KRC Genk            |
| 17            | Christian Wilhelmsson | Zweden                  | 08-12-1979    | 2000-2003 Stabaek IF          |
| 21            | Pär Zetterberg        | Zweden                  | 14-10-1970    | 2000-2003 Olympiakos          |
| 23            | Junior                | België / Congo-Kinshasa | 01-06-1982    | /                             |
| 28            | Anatoli Gerk          | Rusland                 | 20-11-1984    | /                             |
| 31            | Mark De Man           | België                  | 27-04-1983    | /                             |
| 32            | Maarten Martens       | België                  | 02-07-1984    | /                             |
| Aanvallers    |                       |                         |               |                               |
| 8             | Nenad Jestrović       | Joegoslavië             | 09-05-1976    | 2000-2001 Excelsior Moeskroen |
| 9             | Clayton Zane          | Australië               | 12-07-1977    | 2001-2002 Lillestrøm SK       |
| 18            | Seol Ki-Hyeon         | Zuid-Korea              | 18-01-1979    | 2000-2001 Antwerp FC          |
| 19            | Ivica Mornar          | Kroatië                 | 12-01-1974    | 1998-2001 Standard Luik       |
| 22            | Oleg Iachtchouk       | Oekraïne                | 26-10-1977    | 1994-1996 Nyva Ternopil       |
| 26            | Aruna Dindane         | Ivoorkust               | 26-11-1980    | 1998-2000 ASEC Abidjan        |
| 29            | Denis Calincov        | Moldavië                | 15-09-1985    | 2001-2002 FC Zimbru Chisinau  |
| 43            | Sherjill Mac-Donald   | Nederland / Suriname    | 20-11-1984    | /                             |

### Technische staf
| Functie         | Naam               | Nationaliteit |
| --------------- | ------------------ | ------------- |
| Coach           | Hugo Broos         | België        |
| Assistent-coach | Franky Vercauteren | België        |
| Keeperstrainer  | Jacky Munaron      | België        |
| Team manager    | Pierre Leroy       | België        |

## Resultaten
Een overzicht van de competities waaraan Anderlecht in het seizoen 2003-2004 deelnam.
| Seizoen 2003/04  | Seizoen 2003/04 | Seizoen 2003/04                        |
| Competitie       | Resultaat       | Uitgeschakeld door / Tegenstander(s)   |
| ---------------- | --------------- | -------------------------------------- |
| Jupiler League   | Kampioen        |                                        |
| Beker van België | Halve finale    | KSK Beveren                            |
| Champions League | Groepsfase      | Bayern München, Olympique Lyon, Celtic |

## Uitrustingen
Shirtsponsor(s): Fortis

Sportmerk: adidas
| Thuis | Uit | Doelman | Doelman | Doelman |

## Transfers

### Zomer
| Naam                  | Nationaliteit           | Van/naar           | Type        |
| --------------------- | ----------------------- | ------------------ | ----------- |
| Inkomend              |                         |                    |             |
| Anatoli Gerk          | Rusland                 | RSC Anderlecht     | Eigen jeugd |
| Vincent Kompany       | België / Congo-Kinshasa | RSC Anderlecht     | Eigen jeugd |
| Maarten Martens       | België                  | RSC Anderlecht     | Eigen jeugd |
| Jan Van Steenberghe   | België                  | La Louvière        | Gekocht     |
| Christian Wilhelmsson | Zweden                  | Stabaek IF         | Gekocht     |
| Pär Zetterberg        | Zweden                  | Olympiakos         | Gekocht     |
| Uitgaand              |                         |                    |             |
| Yasin Karaca          | Turkije                 | Akçaabat Sebatspor | Verkocht    |
| Kevin Nicolay         | België                  | Verbroedering Geel | Verkocht    |
| Bertrand Crasson      | België                  | Lierse SK          | Verkocht    |
| Gilles De Bilde       | België                  | Lierse SK          | Verkocht    |
| Filip De Wilde        | België                  | Sturm Graz         | Verkocht    |
| Tarek El Saïd         | Egypte                  | Zamalek SC         | Verkocht    |
| Zvonko Milojević      | Servië                  | KSC Lokeren        | Verkocht    |
| Željko Pavlović       | Servië                  | SV Salzburg        | Verkocht    |
| Ode Thompson          | Nigeria                 | RBC Roosendaal     | Verkocht    |

### Winter
| Naam                 | Nationaliteit           | Van/naar       | Type        |
| -------------------- | ----------------------- | -------------- | ----------- |
| Inkomend             |                         |                |             |
| Anthony Vanden Borre | België / Congo-Kinshasa | RSC Anderlecht | Eigen jeugd |
| Uitgaand             |                         |                |             |
| Aleksandar Ilić      | Servië                  | Vitesse        | Verkocht    |
| Ivica Mornar         | Kroatië                 | Portsmouth     | Verkocht    |

## Competitie

### Wedstrijden
| Wedstrijddetails | Thuisploeg                                                                | Uitslag                             | Uitploeg                                                                     | Opstelling | Kaarten                                    |
| --- | ------------------------------------------------------------------------- | ----------------------------------- | ---------------------------------------------------------------------------- | --- | ------------------------------------------ |
| Heenronde |                                                                           |                                     |                                                                              | |                                            |
| 9 augustus 2003 20:00 Constant Vanden Stockstadion Brussel (Anderlecht) Ref.: Serge Gumienny Toeschouwers: 23.962      | Anderlecht                                                                | 3 – 1                               | Antwerp                                                                      | Peersman Doll, Kompany, Tihinen, Deschacht Hendrikx (73' Lovre), Baseggio , Zetterberg (80' Hasi), Wilhelmsson Aruna, Jestrović (83' Mornar) 4–4–2 vlak              | 73' Baseggio                               |
| 9 augustus 2003 20:00 Constant Vanden Stockstadion Brussel (Anderlecht) Ref.: Serge Gumienny Toeschouwers: 23.962      | Zetterberg 35' Jestrović 45+2' Jestrović 82' (pen)                        | 1 – 0 1 – 1 2 – 1 3 – 1             | 38' Mussa                                                                    | Peersman Doll, Kompany, Tihinen, Deschacht Hendrikx (73' Lovre), Baseggio , Zetterberg (80' Hasi), Wilhelmsson Aruna, Jestrović (83' Mornar) 4–4–2 vlak              | 73' Baseggio                               |
| 16 augustus 2003 18:00 Jules Ottenstadion Gent (Gentbrugge) Ref.: Paul Allaerts Toeschouwers: 11.507                   | KAA Gent                                                                  | 1 – 3                               | Anderlecht                                                                   | Zitka Doll, Kompany, Tihinen, Deschacht Lovre (78' Jasjtsjoek), Baseggio (78' Hendrikx), Hasi, Wilhelmsson Seol (66' Zetterberg), Aruna 4–4–2 vlak                   | 28' Hasi 41' Tihinen                       |
| 16 augustus 2003 18:00 Jules Ottenstadion Gent (Gentbrugge) Ref.: Paul Allaerts Toeschouwers: 11.507                   | Ribus 30'                                                                 | 0 – 1 1 – 1 1 – 2 1 – 3             | 4' Wilhelmsson 55' Baseggio 87' Zetterberg 89' Aruna                         | Zitka Doll, Kompany, Tihinen, Deschacht Lovre (78' Jasjtsjoek), Baseggio (78' Hendrikx), Hasi, Wilhelmsson Seol (66' Zetterberg), Aruna 4–4–2 vlak                   | 28' Hasi 41' Tihinen                       |
| 23 augustus 2003 18:00 Constant Vanden Stockstadion Brussel (Anderlecht) Ref.: Peter Vervecken Toeschouwers: 24.102    | Anderlecht                                                                | 3 – 0                               | STVV                                                                         | Zitka Doll, Kompany, Tihinen, Deschacht Wilhelmsson (74' Baseggio), Hasi (75' Lovre), Zetterberg , Seol Mornar, Aruna 4–4–2 vlak                                     |                                            |
| 23 augustus 2003 18:00 Constant Vanden Stockstadion Brussel (Anderlecht) Ref.: Peter Vervecken Toeschouwers: 24.102    | Aruna 60' Zetterberg 71' Baseggio 81'                                     | 1 – 0 2 – 0 3 – 0                   |                                                                              | Zitka Doll, Kompany, Tihinen, Deschacht Wilhelmsson (74' Baseggio), Hasi (75' Lovre), Zetterberg , Seol Mornar, Aruna 4–4–2 vlak                                     |                                            |
| 30 augustus 2003 20:00 Constant Vanden Stockstadion Brussel (Anderlecht) Ref.: Eddie Vermeirsch Toeschouwers: 23.901   | Anderlecht                                                                | 1 – 0                               | KSK Beveren                                                                  | Zitka Doll, Kompany (60' Ilić), Tihinen, Deschacht Wilhelmsson, Baseggio (76' Zetterberg), Hasi, Seol (65' Hendrikx) Mornar, Aruna 4–4–2 vlak                        | 88' Ilić 89' Tihinen                       |
| 30 augustus 2003 20:00 Constant Vanden Stockstadion Brussel (Anderlecht) Ref.: Eddie Vermeirsch Toeschouwers: 23.901   | Mornar 11'                                                                | 1 – 0                               |                                                                              | Zitka Doll, Kompany (60' Ilić), Tihinen, Deschacht Wilhelmsson, Baseggio (76' Zetterberg), Hasi, Seol (65' Hendrikx) Mornar, Aruna 4–4–2 vlak                        | 88' Ilić 89' Tihinen                       |
| 13 september 2003 18:00 Daknamstadion Lokeren (Daknam) Ref.: Serge Gumienny Toeschouwers: 7.000                        | Lokeren SNW                                                               | 0 – 6                               | Anderlecht                                                                   | Zitka Doll (67' Żewłakow), De Boeck , Tihinen, Deschacht Wilhelmsson, Baseggio (76' Zetterberg), Vanderhaeghe, Seol Mornar (76' Hendrikx), Aruna 4–4–2 vlak          | 20' Deschacht 25' Aruna 44' Mornar         |
| 13 september 2003 18:00 Daknamstadion Lokeren (Daknam) Ref.: Serge Gumienny Toeschouwers: 7.000                        |                                                                           | 0 – 1 0 – 2 0 – 3 0 – 4 0 – 5 0 – 6 | 18' Seol 35' (e.d.) Katana 62' (e.d.) Doba 73' Mornar 83' Hendrikx 86' Aruna | Zitka Doll (67' Żewłakow), De Boeck , Tihinen, Deschacht Wilhelmsson, Baseggio (76' Zetterberg), Vanderhaeghe, Seol Mornar (76' Hendrikx), Aruna 4–4–2 vlak          | 20' Deschacht 25' Aruna 44' Mornar         |
| 20 september 2003 20:00 Constant Vanden Stockstadion Brussel (Anderlecht) Ref.: Claude Bourdouxhe Toeschouwers: 23.507 | Anderlecht                                                                | 5 – 1                               | KVC Westerlo                                                                 | Zitka Żewłakow, Kompany, De Boeck , Deschacht Hendrikx (72' Seol), Baseggio (78' Martens), Vanderhaeghe, Wilhelmsson Mornar, Aruna 4–4–2 vlak                        | 66' Deschacht                              |
| 20 september 2003 20:00 Constant Vanden Stockstadion Brussel (Anderlecht) Ref.: Claude Bourdouxhe Toeschouwers: 23.507 | Mornar 14' Hendrikx 17' Aruna 22' Wilhelmsson 49' Żewłakow 85'            | 1 – 0 2 – 0 3 – 0 4 – 0 4 – 1 5 – 1 | 62' Dosunmu                                                                  | Zitka Żewłakow, Kompany, De Boeck , Deschacht Hendrikx (72' Seol), Baseggio (78' Martens), Vanderhaeghe, Wilhelmsson Mornar, Aruna 4–4–2 vlak                        | 66' Deschacht                              |
| 26 september 2003 20:30 Fenixstadion Genk Ref.: Joeri Van de Velde Toeschouwers: 6.333                                 | Heusden-Zolder                                                            | 2 – 4                               | Anderlecht                                                                   | Zitka Żewłakow, Kompany, De Boeck (68' Tihinen), Ilić Hendrikx, Zetterberg, Hasi, Wilhelmsson (59' Baseggio) Mornar, Seol 4–4–2 vlak                                 | 44' Kompany 76' Tihinen 80' Mornar         |
| 26 september 2003 20:30 Fenixstadion Genk Ref.: Joeri Van de Velde Toeschouwers: 6.333                                 | De Camargo 59' Suzuki 69'                                                 | 0 – 1 1 – 1 2 – 1 2 – 2 2 – 3 2 – 4 | 45' Zetterberg 76' Zetterberg 80' Mornar 88' Zetterberg                      | Zitka Żewłakow, Kompany, De Boeck (68' Tihinen), Ilić Hendrikx, Zetterberg, Hasi, Wilhelmsson (59' Baseggio) Mornar, Seol 4–4–2 vlak                                 | 44' Kompany 76' Tihinen 80' Mornar         |
| 5 oktober 2003 20:00 Constant Vanden Stockstadion Brussel (Anderlecht) Ref.: Johan Verbist Toeschouwers: 26.311        | Anderlecht                                                                | 1 – 1                               | Club Brugge                                                                  | De Wilde Żewłakow, Kompany, De Boeck , Deschacht Hendrikx (71' Doll), Baseggio, Hasi, Seol Mornar (71' Zetterberg), Aruna 4–4–2 vlak                                 | 82' Hasi 86' Baseggio                      |
| 5 oktober 2003 20:00 Constant Vanden Stockstadion Brussel (Anderlecht) Ref.: Johan Verbist Toeschouwers: 26.311        | Aruna 27'                                                                 | 1 – 0 1 – 1                         | 80' Mendoza                                                                  | De Wilde Żewłakow, Kompany, De Boeck , Deschacht Hendrikx (71' Doll), Baseggio, Hasi, Seol Mornar (71' Zetterberg), Aruna 4–4–2 vlak                                 | 82' Hasi 86' Baseggio                      |
| 17 oktober 2003 20:30 Mambourg Charleroi Ref.: Peter Vervecken Toeschouwers: 10.450                                    | Sporting Charleroi                                                        | 0 – 1                               | Anderlecht                                                                   | Zitka Żewłakow, Kompany, De Boeck (25' Traoré), Deschacht Hendrikx, Zetterberg (82' Baseggio), Vanderhaeghe, Kolář (76' Wilhelmsson) Mornar, Aruna 4–4–2 vlak        |                                            |
| 17 oktober 2003 20:30 Mambourg Charleroi Ref.: Peter Vervecken Toeschouwers: 10.450                                    |                                                                           | 0 – 1                               | 10' Aruna                                                                    | Zitka Żewłakow, Kompany, De Boeck (25' Traoré), Deschacht Hendrikx, Zetterberg (82' Baseggio), Vanderhaeghe, Kolář (76' Wilhelmsson) Mornar, Aruna 4–4–2 vlak        |                                            |
| 25 oktober 2003 20:00 Constant Vanden Stockstadion Brussel (Anderlecht) Ref.: Eric Blareau Toeschouwers: 23.401        | Anderlecht                                                                | 4 – 0                               | Germinal Beerschot                                                           | Zitka Żewłakow, De Boeck , Kompany (78' Traoré), Deschacht Wilhelmsson, Baseggio (59' Zetterberg), Hasi, Kolář Mornar, Aruna (66' MacDonald) 4–4–2 vlak              |                                            |
| 25 oktober 2003 20:00 Constant Vanden Stockstadion Brussel (Anderlecht) Ref.: Eric Blareau Toeschouwers: 23.401        | Baseggio 6' Aruna 19' Baseggio 24' Mornar 53'                             | 1 – 0 2 – 0 3 – 0 4 – 0             |                                                                              | Zitka Żewłakow, De Boeck , Kompany (78' Traoré), Deschacht Wilhelmsson, Baseggio (59' Zetterberg), Hasi, Kolář Mornar, Aruna (66' MacDonald) 4–4–2 vlak              |                                            |
| 31 oktober 2003 20:30 Le Cannonier Moeskroen Ref.: Frank De Bleeckere Toeschouwers: 10.654                             | Excelsior Moeskroen                                                       | 0 – 1                               | Anderlecht                                                                   | Zitka Żewłakow, De Boeck , Tihinen, Deschacht Wilhelmsson, Baseggio (83' Zetterberg), Vanderhaeghe, Kolář (77' Hendrikx) Mornar (74' Hasi), Aruna 4–4–2 vlak         | 71' Żewłakow 74' Kolář 84' Wilhelmsson     |
| 31 oktober 2003 20:30 Le Cannonier Moeskroen Ref.: Frank De Bleeckere Toeschouwers: 10.654                             |                                                                           | 0 – 1                               | 38' Vanderhaeghe                                                             | Zitka Żewłakow, De Boeck , Tihinen, Deschacht Wilhelmsson, Baseggio (83' Zetterberg), Vanderhaeghe, Kolář (77' Hendrikx) Mornar (74' Hasi), Aruna 4–4–2 vlak         | 71' Żewłakow 74' Kolář 84' Wilhelmsson     |
| 9 november 2003 18:00 Constant Vanden Stockstadion Brussel (Anderlecht) Ref.: Paul Allaerts Toeschouwers: 25.232       | Anderlecht                                                                | 1 – 4                               | Standard Luik                                                                | Zitka Żewłakow, Kompany, De Boeck , Deschacht Wilhelmsson, Baseggio, Vanderhaeghe, Kolář Mornar (75' MacDonald), Aruna 4–4–2 vlak                                    | 55' Baseggio 71' Mornar 81' Aruna          |
| 9 november 2003 18:00 Constant Vanden Stockstadion Brussel (Anderlecht) Ref.: Paul Allaerts Toeschouwers: 25.232       | Mornar 23'                                                                | 0 – 1 0 – 2 1 – 2 1 – 3 1 – 4       | 8' Kaklamanos 18' Mpenza 54' Walasiak 61' Kaklamanos                         | Zitka Żewłakow, Kompany, De Boeck , Deschacht Wilhelmsson, Baseggio, Vanderhaeghe, Kolář Mornar (75' MacDonald), Aruna 4–4–2 vlak                                    | 55' Baseggio 71' Mornar 81' Aruna          |
| 21 november 2003 20:30 Charles Tondreaustadion Bergen Ref.: Johny Ver Eecke Toeschouwers: 6.000                        | Bergen                                                                    | 0 – 2                               | Anderlecht                                                                   | Zitka Żewłakow, De Boeck , Tihinen, Deschacht Hendrikx, Zetterberg, Hasi, Wilhelmsson (68' MacDonald) Aruna, Zane 4–4–2 vlak                                         |                                            |
| 21 november 2003 20:30 Charles Tondreaustadion Bergen Ref.: Johny Ver Eecke Toeschouwers: 6.000                        |                                                                           | 0 – 1 0 – 2                         | 5' De Boeck 38' Wilhelmsson                                                  | Zitka Żewłakow, De Boeck , Tihinen, Deschacht Hendrikx, Zetterberg, Hasi, Wilhelmsson (68' MacDonald) Aruna, Zane 4–4–2 vlak                                         |                                            |
| 29 november 2003 20:00 Constant Vanden Stockstadion Brussel (Anderlecht) Ref.: Joeri Van de Velde Toeschouwers: 24.024 | Anderlecht                                                                | 2 – 1                               | Lierse                                                                       | Zitka Hendrikx (73' Doll), De Boeck , Tihinen, Deschacht Wilhelmsson (89' MacDonald), Baseggio, Hasi, Kolář Zetterberg Jasjtsjoek 4–5–1 vlak                         |                                            |
| 29 november 2003 20:00 Constant Vanden Stockstadion Brussel (Anderlecht) Ref.: Joeri Van de Velde Toeschouwers: 24.024 | Jasjtsjoek 25' Zetterberg 42' (pen)                                       | 1 – 0 1 – 1 2 – 1                   | 27' Mitu                                                                     | Zitka Hendrikx (73' Doll), De Boeck , Tihinen, Deschacht Wilhelmsson (89' MacDonald), Baseggio, Hasi, Kolář Zetterberg Jasjtsjoek 4–5–1 vlak                         |                                            |
| 6 december 2003 18:00 Fenixstadion Genk Ref.: Johan Verbist Toeschouwers: 25.061                                       | KRC Genk                                                                  | 0 – 1                               | Anderlecht                                                                   | Zitka Żewłakow, Kompany, Tihinen, Deschacht Wilhelmsson (75' Zetterberg), Baseggio , Hasi, Kolář (75' Hendrikx) Mornar, Aruna (68' Jasjtsjoek) 4–4–2 vlak            | 42' Baseggio 59' Kolář                     |
| 6 december 2003 18:00 Fenixstadion Genk Ref.: Johan Verbist Toeschouwers: 25.061                                       |                                                                           | 0 – 1                               | 45' Mornar                                                                   | Zitka Żewłakow, Kompany, Tihinen, Deschacht Wilhelmsson (75' Zetterberg), Baseggio , Hasi, Kolář (75' Hendrikx) Mornar, Aruna (68' Jasjtsjoek) 4–4–2 vlak            | 42' Baseggio 59' Kolář                     |
| 14 december 2003 15:00 Constant Vanden Stockstadion Brussel (Anderlecht) Ref.: Peter Vervecken Toeschouwers: 22.878    | Anderlecht                                                                | 3 – 2                               | Cercle Brugge                                                                | Peersman Żewłakow, Kompany, Tihinen, Kolář Hasi (81' MacDonald), Wilhelmsson, Baseggio , Zetterberg Mornar, Jasjtsjoek 4–4–2 ruit                                    |                                            |
| 14 december 2003 15:00 Constant Vanden Stockstadion Brussel (Anderlecht) Ref.: Peter Vervecken Toeschouwers: 22.878    | Jasjtsjoek 18' Mornar 40' Baseggio 90+4'                                  | 1 – 0 1 – 1 2 – 1 2 – 2 3 – 2       | 25' Vandenbussche 73' Jbari                                                  | Peersman Żewłakow, Kompany, Tihinen, Kolář Hasi (81' MacDonald), Wilhelmsson, Baseggio , Zetterberg Mornar, Jasjtsjoek 4–4–2 ruit                                    |                                            |
| 21 december 2003 20:00 Tivoli La Louvière Ref.: Eddie Vermeirsch Toeschouwers: 6.700                                   | La Louvière                                                               | 1 – 4                               | Anderlecht                                                                   | Peersman Doll, Kompany, Tihinen, Kolář (75' Hendrikx) Hasi, Wilhelmsson, Baseggio (73' Vanderhaeghe), Zetterberg (83' MacDonald) Mornar, Jasjtsjoek 4–4–2 ruit       | 53' Kompany                                |
| 21 december 2003 20:00 Tivoli La Louvière Ref.: Eddie Vermeirsch Toeschouwers: 6.700                                   | Tilmant 53' Murcy 75'                                                     | 0 – 1 0 – 2 0 – 3 0 – 4 1 – 4       | 22' Mornar 27' Zetterberg 57' Jasjtsjoek 66' Baseggio                        | Peersman Doll, Kompany, Tihinen, Kolář (75' Hendrikx) Hasi, Wilhelmsson, Baseggio (73' Vanderhaeghe), Zetterberg (83' MacDonald) Mornar, Jasjtsjoek 4–4–2 ruit       | 53' Kompany                                |
| Terugronde |                                                                           |                                     |                                                                              | |                                            |
| 18 januari 2004 15:00 Bosuilstadion Antwerpen (Deurne) Ref.: Peter Vervecken Toeschouwers: 8.500                       | Antwerp                                                                   | 0 – 2                               | Anderlecht                                                                   | Zitka Żewłakow, Kompany, Tihinen, Deschacht Seol, Baseggio , Vanderhaeghe (24' Zetterberg), Kolář (77' Hendrikx) Mornar (80' Jasjtsjoek), Aruna 4–4–2 vlak           |                                            |
| 18 januari 2004 15:00 Bosuilstadion Antwerpen (Deurne) Ref.: Peter Vervecken Toeschouwers: 8.500                       |                                                                           | 0 – 1 0 – 2                         | 65' Aruna 83' Jasjtsjoek                                                     | Zitka Żewłakow, Kompany, Tihinen, Deschacht Seol, Baseggio , Vanderhaeghe (24' Zetterberg), Kolář (77' Hendrikx) Mornar (80' Jasjtsjoek), Aruna 4–4–2 vlak           |                                            |
| 24 januari 2004 20:00 Constant Vanden Stockstadion Brussel (Anderlecht) Ref.: Johny Ver Eecke Toeschouwers: 22.460     | Anderlecht                                                                | 2 – 0                               | KAA Gent                                                                     | Zitka Żewłakow, De Boeck , Tihinen, Deschacht Seol (67' Hendrikx), Kompany, Baseggio, Kolář (67' Zetterberg) Mornar, Aruna (70' Jasjtsjoek) 4–4–2 vlak               | 29' De Boeck 86' Jasjtsjoek                |
| 24 januari 2004 20:00 Constant Vanden Stockstadion Brussel (Anderlecht) Ref.: Johny Ver Eecke Toeschouwers: 22.460     | Seol 1' Mornar 72'                                                        | 1 – 0 2 – 0                         |                                                                              | Zitka Żewłakow, De Boeck , Tihinen, Deschacht Seol (67' Hendrikx), Kompany, Baseggio, Kolář (67' Zetterberg) Mornar, Aruna (70' Jasjtsjoek) 4–4–2 vlak               | 29' De Boeck 86' Jasjtsjoek                |
| 1 februari 2004 20:00 Staaien Sint-Truiden Ref.: Paul Allaerts Toeschouwers: 12.000                                    | STVV                                                                      | 1 – 3                               | Anderlecht                                                                   | Zitka Żewłakow, Kompany, Tihinen, Deschacht Hendrikx, Baseggio (66' Zetterberg), Hasi, Kolář (70' Seol) Seol, Jasjtsjoek (81' Vanderhaeghe) 4–4–2 vlak               | 80' Jasjtsjoek 88' Żewłakow                |
| 1 februari 2004 20:00 Staaien Sint-Truiden Ref.: Paul Allaerts Toeschouwers: 12.000                                    | Janssen 63'                                                               | 0 – 1 0 – 2 1 – 2 1 – 3             | 29' Seol 62' Kompany 74' Tihinen                                             | Zitka Żewłakow, Kompany, Tihinen, Deschacht Hendrikx, Baseggio (66' Zetterberg), Hasi, Kolář (70' Seol) Seol, Jasjtsjoek (81' Vanderhaeghe) 4–4–2 vlak               | 80' Jasjtsjoek 88' Żewłakow                |
| 7 februari 2004 20:00 Freethielstadion Beveren-Waas Ref.: Frank De Bleeckere Toeschouwers: 10.000                      | KSK Beveren                                                               | 2 – 3                               | Anderlecht                                                                   | Zitka Żewłakow, Kompany, Tihinen, Deschacht Hendrikx (61' Aruna), Baseggio , Hasi, Seol Zetterberg Jasjtsjoek 4–5–1 vlak                                             | 53' Hasi 73' Aruna                         |
| 7 februari 2004 20:00 Freethielstadion Beveren-Waas Ref.: Frank De Bleeckere Toeschouwers: 10.000                      | Kaiper Kipre 25' Romaric 58'                                              | 1 – 0 2 – 0 2 – 1 2 – 2 2 – 3       | 66' Aruna 78' Jasjtsjoek 83' Baseggio                                        | Zitka Żewłakow, Kompany, Tihinen, Deschacht Hendrikx (61' Aruna), Baseggio , Hasi, Seol Zetterberg Jasjtsjoek 4–5–1 vlak                                             | 53' Hasi 73' Aruna                         |
| 14 februari 2004 20:00 Constant Vanden Stockstadion Brussel (Anderlecht) Ref.: Johan Verbist Toeschouwers: 23.357      | Anderlecht                                                                | 2 – 1                               | Lokeren SNW                                                                  | Zitka Żewłakow, Kompany, Tihinen, Deschacht Hendrikx (70' Jestrović), Baseggio , Vanderhaeghe, Kolář (46' Wilhelmsson) Zetterberg (86' Junior) Jasjtsjoek 4–5–1 vlak | 89' Jasjtsjoek                             |
| 14 februari 2004 20:00 Constant Vanden Stockstadion Brussel (Anderlecht) Ref.: Johan Verbist Toeschouwers: 23.357      | Wilhelmsson 61' Żewłakow 83'                                              | 1 – 0 1 – 1 2 – 1                   | 67' Tailson                                                                  | Zitka Żewłakow, Kompany, Tihinen, Deschacht Hendrikx (70' Jestrović), Baseggio , Vanderhaeghe, Kolář (46' Wilhelmsson) Zetterberg (86' Junior) Jasjtsjoek 4–5–1 vlak | 89' Jasjtsjoek                             |
| 22 februari 2004 20:00 't Kuipje Westerlo Ref.: Joeri Van de Velde Toeschouwers: 10.000                                | KVC Westerlo                                                              | 0 – 0                               | Anderlecht                                                                   | Zitka (46' Peersman) Żewłakow, De Boeck (86' Doll), Tihinen, Deschacht Hendrikx, Kompany, Baseggio, Wilhelmsson Zetterberg Aruna 4–5–1 vlak                          |                                            |
| 22 februari 2004 20:00 't Kuipje Westerlo Ref.: Joeri Van de Velde Toeschouwers: 10.000                                |                                                                           |                                     |                                                                              | Zitka (46' Peersman) Żewłakow, De Boeck (86' Doll), Tihinen, Deschacht Hendrikx, Kompany, Baseggio, Wilhelmsson Zetterberg Aruna 4–5–1 vlak                          |                                            |
| 7 maart 2004 13:00 Jan Breydelstadion Brugge (Sint-Andries) Ref.: Serge Gumienny Toeschouwers: 27.900                  | Club Brugge                                                               | 1 – 0                               | Anderlecht                                                                   | Peersman Żewłakow (76' Traoré), Kompany, Tihinen, Deschacht Hendrikx (64' Lovre), Baseggio , Hasi, Kolář (69' Jestrović) Aruna, Jasjtsjoek 4–4–2 vlak                | 15' Hasi 57' Deschacht                     |
| 7 maart 2004 13:00 Jan Breydelstadion Brugge (Sint-Andries) Ref.: Serge Gumienny Toeschouwers: 27.900                  | Lange 4' Simons 38'                                                       | 1 – 0                               |                                                                              | Peersman Żewłakow (76' Traoré), Kompany, Tihinen, Deschacht Hendrikx (64' Lovre), Baseggio , Hasi, Kolář (69' Jestrović) Aruna, Jasjtsjoek 4–4–2 vlak                | 15' Hasi 57' Deschacht                     |
| 13 maart 2004 20:00 Constant Vanden Stockstadion Brussel (Anderlecht) Ref.: Johan Verbist Toeschouwers: 23.777         | Anderlecht                                                                | 3 – 2                               | Sporting Charleroi                                                           | Peersman Vanden Borre, Kompany, Tihinen, Żewłakow (84' Kolář) Lovre (62' Wilhelmsson), Zetterberg , Hasi (66' Baseggio), Aruna Jasjtsjoek, Jestrović 4–4–2 vlak      |                                            |
| 13 maart 2004 20:00 Constant Vanden Stockstadion Brussel (Anderlecht) Ref.: Johan Verbist Toeschouwers: 23.777         | Jasjtsjoek 63' Jasjtsjoek 69' Jestrović 89' (pen)                         | 0 – 1 0 – 2 1 – 2 2 – 2 3 – 2       | 12' Defays 29' Olufade                                                       | Peersman Vanden Borre, Kompany, Tihinen, Żewłakow (84' Kolář) Lovre (62' Wilhelmsson), Zetterberg , Hasi (66' Baseggio), Aruna Jasjtsjoek, Jestrović 4–4–2 vlak      |                                            |
| 20 maart 2004 20:00 Het Kiel Antwerpen (Wilrijk) Ref.: Peter Vervecken Toeschouwers: 9.500                             | Germinal Beerschot                                                        | 1 – 0                               | Anderlecht                                                                   | Peersman Żewłakow, Kompany, Tihinen, Deschacht Wilhelmsson (73' Jestrović), Baseggio , Hasi, Kolář (61' Jasjtsjoek) Zetterberg Aruna 4–5–1 vlak                      | 59' Kompany                                |
| 20 maart 2004 20:00 Het Kiel Antwerpen (Wilrijk) Ref.: Peter Vervecken Toeschouwers: 9.500                             | Snelders 50'                                                              | 1 – 0                               |                                                                              | Peersman Żewłakow, Kompany, Tihinen, Deschacht Wilhelmsson (73' Jestrović), Baseggio , Hasi, Kolář (61' Jasjtsjoek) Zetterberg Aruna 4–5–1 vlak                      | 59' Kompany                                |
| 23 maart 2004 20:00 Constant Vanden Stockstadion Brussel (Anderlecht) Ref.: Luc Melotte Toeschouwers: 22.703           | Anderlecht                                                                | 6 – 0                               | Heusden-Zolder                                                               | Peersman Vanden Borre, Traoré, Tihinen, Deschacht Wilhelmsson, Baseggio , Hasi (80' Junior), Kolář (71' Seol) Aruna, Jasjtsjoek (67' Jestrović) 4–4–2 vlak           | 48' Jasjtsjoek                             |
| 23 maart 2004 20:00 Constant Vanden Stockstadion Brussel (Anderlecht) Ref.: Luc Melotte Toeschouwers: 22.703           | Baseggio 17' (pen) Aruna 19' Kolář 27' Jasjtsjoek 48' Aruna 50' Aruna 62' | 1 – 0 2 – 0 3 – 0 4 – 0 5 – 0 6 – 0 |                                                                              | Peersman Vanden Borre, Traoré, Tihinen, Deschacht Wilhelmsson, Baseggio , Hasi (80' Junior), Kolář (71' Seol) Aruna, Jasjtsjoek (67' Jestrović) 4–4–2 vlak           | 48' Jasjtsjoek                             |
| 3 april 2004 20:00 Constant Vanden Stockstadion Brussel (Anderlecht) Ref.: Paul Allaerts Toeschouwers: 24.536          | Anderlecht                                                                | 0 – 0                               | Excelsior Moeskroen                                                          | Peersman Żewłakow (72' Vanden Borre), Kompany, Tihinen, Deschacht Wilhelmsson, Baseggio , Hasi (72' Zetterberg), Kolář (61' Seol) Aruna, Jasjtsjoek 4–4–2 vlak       |                                            |
| 3 april 2004 20:00 Constant Vanden Stockstadion Brussel (Anderlecht) Ref.: Paul Allaerts Toeschouwers: 24.536          |                                                                           |                                     |                                                                              | Peersman Żewłakow (72' Vanden Borre), Kompany, Tihinen, Deschacht Wilhelmsson, Baseggio , Hasi (72' Zetterberg), Kolář (61' Seol) Aruna, Jasjtsjoek 4–4–2 vlak       |                                            |
| 9 april 2004 20:30 Sclessin Luik Ref.: Johan Verbist Toeschouwers: 27.000                                              | Standard Luik                                                             | 1 – 1                               | Anderlecht                                                                   | Peersman Vanden Borre, Kompany, Tihinen, Deschacht Wilhelmsson (82' Kolář), Baseggio , Hasi, Seol Aruna (90' Zetterberg), Jasjtsjoek (82' Lovre) 4–4–2 vlak          | 18' Hasi 43' Tihinen 73' Jasjtsjoek        |
| 9 april 2004 20:30 Sclessin Luik Ref.: Johan Verbist Toeschouwers: 27.000                                              | Mpenza 10'                                                                | 1 – 0 1 – 1                         | 28' Aruna                                                                    | Peersman Vanden Borre, Kompany, Tihinen, Deschacht Wilhelmsson (82' Kolář), Baseggio , Hasi, Seol Aruna (90' Zetterberg), Jasjtsjoek (82' Lovre) 4–4–2 vlak          | 18' Hasi 43' Tihinen 73' Jasjtsjoek        |
| 16 april 2004 20:00 Constant Vanden Stockstadion Brussel (Anderlecht) Ref.: Claude Bourdouxhe Toeschouwers: 24.700     | Anderlecht                                                                | 4 – 1                               | Bergen                                                                       | Peersman Vanden Borre, Kompany, Tihinen, Deschacht Wilhelmsson, Baseggio , Hasi (60' Zetterberg), Seol (60' Żewłakow) Aruna, Jestrović 4–4–2 vlak                    | 40' Aruna 41' Jestrović                    |
| 16 april 2004 20:00 Constant Vanden Stockstadion Brussel (Anderlecht) Ref.: Claude Bourdouxhe Toeschouwers: 24.700     | Jestrović 61' (pen) Kompany 64' Jestrović 82' Aruna 90'                   | 0 – 1 1 – 1 2 – 1 3 – 1 4 – 1       | 55' Wamberto                                                                 | Peersman Vanden Borre, Kompany, Tihinen, Deschacht Wilhelmsson, Baseggio , Hasi (60' Zetterberg), Seol (60' Żewłakow) Aruna, Jestrović 4–4–2 vlak                    | 40' Aruna 41' Jestrović                    |
| 24 april 2004 18:00 Herman Vanderpoortenstadion Lier Ref.: Frank De Bleeckere Toeschouwers: 11.250                     | Lierse                                                                    | 1 – 1                               | Anderlecht                                                                   | Peersman Vanden Borre, Kompany, Tihinen, Deschacht Wilhelmsson (66' Hendrikx), Baseggio , Hasi (79' Zetterberg), Seol Jasjtsjoek, Jestrović (64' Lovre) 4–4–2 vlak   | 44' Deschacht 49' Wilhelmsson 60' Baseggio |
| 24 april 2004 18:00 Herman Vanderpoortenstadion Lier Ref.: Frank De Bleeckere Toeschouwers: 11.250                     | Delorge 56'                                                               | 0 – 1 1 – 1                         | 23' (pen) Jestrović                                                          | Peersman Vanden Borre, Kompany, Tihinen, Deschacht Wilhelmsson (66' Hendrikx), Baseggio , Hasi (79' Zetterberg), Seol Jasjtsjoek, Jestrović (64' Lovre) 4–4–2 vlak   | 44' Deschacht 49' Wilhelmsson 60' Baseggio |
| 2 mei 2004 20:00 Constant Vanden Stockstadion Brussel (Anderlecht) Ref.: Johny Ver Eecke Toeschouwers: 25.205          | Anderlecht                                                                | 2 – 1                               | KRC Genk                                                                     | Peersman Vanden Borre, Kompany, Tihinen, Deschacht Lovre (78' Hendrikx), Baseggio , Hasi, Seol Jasjtsjoek, Jestrović 4–4–2 vlak                                      | 72' Baseggio                               |
| 2 mei 2004 20:00 Constant Vanden Stockstadion Brussel (Anderlecht) Ref.: Johny Ver Eecke Toeschouwers: 25.205          | Jasjtsjoek 37' Tihinen 85'                                                | 1 – 0 1 – 1 2 – 1                   | 41' (pen) Thijs                                                              | Peersman Vanden Borre, Kompany, Tihinen, Deschacht Lovre (78' Hendrikx), Baseggio , Hasi, Seol Jasjtsjoek, Jestrović 4–4–2 vlak                                      | 72' Baseggio                               |
| 8 mei 2004 20:00 Jan Breydelstadion Brugge (Sint-Andries) Ref.: Eddie Vermeirsch Toeschouwers: 6.900                   | Cercle Brugge                                                             | 0 – 2                               | Anderlecht                                                                   | Zitka Vanden Borre (69' Żewłakow), Kompany, Traoré, Deschacht Lovre, Zetterberg (80' Tihinen), Junior, Seol Jasjtsjoek, Jestrović (46' Wilhelmsson) 4–4–2 vlak       | 40' Jestrović 48' Deschacht                |
| 8 mei 2004 20:00 Jan Breydelstadion Brugge (Sint-Andries) Ref.: Eddie Vermeirsch Toeschouwers: 6.900                   |                                                                           | 0 – 1 0 – 2                         | 32' Traoré 67' Lovre                                                         | Zitka Vanden Borre (69' Żewłakow), Kompany, Traoré, Deschacht Lovre, Zetterberg (80' Tihinen), Junior, Seol Jasjtsjoek, Jestrović (46' Wilhelmsson) 4–4–2 vlak       | 40' Jestrović 48' Deschacht                |
| 15 mei 2004 20:00 Constant Vanden Stockstadion Brussel (Anderlecht) Ref.: Eric Blareau Toeschouwers: 24.300            | Anderlecht                                                                | 1 – 1                               | La Louvière                                                                  | Zitka Żewłakow, Kompany, Tihinen, Deschacht Lovre (46' Wilhelmsson), Baseggio , Hasi, Seol (69' Zetterberg) Jasjtsjoek, Jestrović (46' Aruna) 4–4–2 vlak             |                                            |
| 15 mei 2004 20:00 Constant Vanden Stockstadion Brussel (Anderlecht) Ref.: Eric Blareau Toeschouwers: 24.300            | Aruna 72'                                                                 | 1 – 0 1 – 1                         | 90' Murcy                                                                    | Zitka Żewłakow, Kompany, Tihinen, Deschacht Lovre (46' Wilhelmsson), Baseggio , Hasi, Seol (69' Zetterberg) Jasjtsjoek, Jestrović (46' Aruna) 4–4–2 vlak             |                                            |

| ANT (thuis) | GNT (uit) | STVV (thuis) | BEV (thuis) | LOK (uit) | WES (thuis) | HEU (uit) | CLUB (thuis) | CHA (uit) | GBA (thuis) |

| MOE (uit) | STA (thuis) | BER (uit) | LIE (thuis) | GNK (uit) | CER (thuis) | LaL (uit) | ANT (uit) | GNT (thuis) | STVV (uit) |

| BEV (uit) | LOK (thuis) | WES (uit) | CLUB (uit) | CHA (thuis) | GBA (uit) | HEU (thuis) | MOE (thuis) | STA (uit) | BER (thuis) |

| LIE (uit) | GNK (thuis) | CER (uit) | LaL (thuis) |

### Overzicht
| Speeldag  | 1 | 2 | 3 | 4  | 5  | 6  | 7  | 8  | 9  | 10 | 11 | 12 | 13 | 14 | 15 | 16 | 17 | 18 | 19 | 20 | 21 | 22 | 23 | 24 | 25 | 26 | 27 | 28 | 29 | 30 | 31 | 32 | 33 | 34 |
| --------- | - | - | - | -- | -- | -- | -- | -- | -- | -- | -- | -- | -- | -- | -- | -- | -- | -- | -- | -- | -- | -- | -- | -- | -- | -- | -- | -- | -- | -- | -- | -- | -- | -- |
| Resultaat | w | w | w | w  | w  | w  | w  | g  | w  | w  | w  | v  | w  | w  | w  | w  | w  | w  | w  | w  | w  | w  | g  | v  | w  | v  | w  | g  | g  | w  | g  | w  | w  | g  |
| Punten    | 3 | 6 | 9 | 12 | 15 | 18 | 21 | 22 | 25 | 28 | 31 | 31 | 34 | 37 | 40 | 43 | 46 | 49 | 52 | 55 | 58 | 61 | 62 | 62 | 65 | 65 | 68 | 69 | 70 | 73 | 74 | 77 | 80 | 81 |

### Klassement
|         |    |                    | P  | W  | G  | V  | +  | -  | DS  | Ptn |
| ------- | -- | ------------------ | -- | -- | -- | -- | -- | -- | --- | --- |
| K (CL)  | 1  | Anderlecht         | 34 | 25 | 6  | 3  | 77 | 27 | +50 | 81  |
| (CL)    | 2  | Club Brugge        | 34 | 22 | 6  | 6  | 77 | 31 | +46 | 72  |
| (UEFA)  | 3  | Standard Luik      | 34 | 18 | 11 | 5  | 68 | 31 | +37 | 65  |
|         | 4  | Genk               | 34 | 17 | 8  | 9  | 58 | 40 | +18 | 59  |
|         | 5  | Moeskroen          | 34 | 15 | 14 | 5  | 64 | 42 | +22 | 59  |
|         | 6  | Westerlo           | 34 | 14 | 10 | 10 | 51 | 45 | +6  | 52  |
|         | 7  | Germinal Beerschot | 34 | 11 | 11 | 12 | 34 | 40 | −6  | 44  |
|         | 8  | La Louvière        | 34 | 10 | 14 | 10 | 45 | 46 | −1  | 44  |
|         | 9  | AA Gent            | 34 | 8  | 16 | 10 | 33 | 34 | −1  | 40  |
|         | 10 | Lokeren            | 34 | 10 | 9  | 15 | 45 | 54 | −9  | 39  |
|         | 11 | Lierse             | 34 | 8  | 15 | 11 | 33 | 40 | −7  | 39  |
| (beker) | 12 | Beveren            | 34 | 11 | 5  | 18 | 45 | 58 | −13 | 38  |
|         | 13 | Sint-Truiden       | 34 | 9  | 11 | 14 | 36 | 50 | −14 | 38  |
|         | 14 | Cercle Brugge      | 34 | 7  | 14 | 13 | 28 | 52 | −24 | 35  |
|         | 15 | Charleroi          | 34 | 8  | 9  | 17 | 35 | 47 | −12 | 33  |
|         | 16 | Mons               | 34 | 7  | 12 | 15 | 29 | 52 | −23 | 33  |
| D       | 17 | Heusden-Zolder     | 34 | 7  | 7  | 20 | 36 | 68 | −32 | 28  |
| D       | 18 | Antwerp            | 34 | 7  | 6  | 21 | 30 | 67 | −37 | 27  |

P: wedstrijden gespeeld, W: wedstrijden gewonnen, G: gelijke spelen, V: wedstrijden verloren, +: gescoorde doelpunten, -: doelpunten tegen, DS: doelsaldo, Ptn: totaal punten
K: kampioen, D: degradeert, (beker): bekerwinnaar, (CL): geplaatst voor Champions League, (UEFA): geplaatst voor UEFA-beker

## UEFA Champions League

### Tweede voorronde (heen)
|                                               |                 |       |                |                                                                                  |
| 30 juli 2003 Voorrondes UEFA Champions League | Rapid Boekarest | 0 – 0 | RSC Anderlecht | Lia Manoliustadion, Boekarest Toeschouwers: 11.000 Scheidsrechter: Anton Stredák |
| 30 juli 2003 Voorrondes UEFA Champions League | Wedstrijdfiche  |       |                | Lia Manoliustadion, Boekarest Toeschouwers: 11.000 Scheidsrechter: Anton Stredák |

| Rapid Boekarest | Anderlecht |

| Rapid Boekarest (5–4–1): |    |                   |     |
|                          |    |                   |     |
| GK                       | 30 | Ibrahim Dossey    |     |
| RB                       | 9  | Valentin Bădoi    | 30' |
| CB                       | 23 | Adrian Iencsi     |     |
| CB                       | 24 | Vasile Maftei     |     |
| CB                       | 14 | Dănuț Perjă       |     |
| LB                       | 6  | Florin Șoavă      | 2'  |
| RM                       | 21 | Daniel Niculae    | 58' |
| CM                       | 10 | Noureddine Ziyati | 70' |
| CM                       | 11 | Róbert Ilyés      | 79' |
| LM                       | 22 | Manu Godfroid     |     |
| CF                       | 15 | Florin Bratu      | 89' |
| Wisselspelers:           |    |                   |     |
|                          |    |                   |     |
| MF                       | 8  | Ion Ionuţ Luţu    | 58' |
| FW                       | 16 | Henry Makinwa     | 79' |
| FW                       | 13 | Robert Niță       | 89' |
| Coach:                   |    |                   |     |
| Mircea Rednic            |    |                   |     |

| Anderlecht (4–4–2): |    |                   |         |
|                     |    |                   |         |
| GK                  | 1  | Daniel Zitka      |         |
| RB                  | 12 | Olivier Doll      |         |
| CB                  | 27 | Vincent Kompany   | 25'     |
| CB                  | 30 | Hannu Tihinen     |         |
| LB                  | 3  | Olivier Deschacht |         |
| RM                  | 7  | Goran Lovre       |         |
| CM                  | 10 | Walter Baseggio   | 68'     |
| CM                  | 15 | Besnik Hasi       |         |
| LM                  | 18 | Seol Ki-hyeon     |         |
| RF                  | 8  | Nenad Jestrović   | 60' 75' |
| LF                  | 26 | Aruna Dindane     |         |
| Wisselspelers:      |    |                   |         |
|                     |    |                   |         |
| FW                  | 19 | Ivica Mornar      | 75'     |
| Coach:              |    |                   |         |
| Hugo Broos          |    |                   |         |

### Tweede voorronde (terug)
|                                                  |                                       |                |                     |                                                                                               |
| 6 augustus 2003 Voorrondes UEFA Champions League | RSC Anderlecht                        | 3 – 2          | Rapid Boekarest     | Constant Vanden Stockstadion, Anderlecht Toeschouwers: 22.400 Scheidsrechter: Emil Božinovski |
| 6 augustus 2003 Voorrondes UEFA Champions League | 50' Jestrović 52' Zetterberg 75' Seol | Wedstrijdfiche | 42' Ilyés 45' Bratu | Constant Vanden Stockstadion, Anderlecht Toeschouwers: 22.400 Scheidsrechter: Emil Božinovski |

| Anderlecht | Rapid Boekarest |

| Anderlecht (4–2–3–1): |    |                       |     |
|                       |    |                       |     |
| GK                    | 1  | Daniel Zitka          |     |
| RB                    | 12 | Olivier Doll          | 12' |
| CB                    | 27 | Vincent Kompany       |     |
| CB                    | 30 | Hannu Tihinen         |     |
| LB                    | 3  | Olivier Deschacht     |     |
| CM                    | 10 | Walter Baseggio       |     |
| CM                    | 15 | Besnik Hasi           | 46' |
| RM                    | 26 | Aruna Dindane         | 40' |
| AM                    | 21 | Pär Zetterberg        |     |
| LM                    | 18 | Seol Ki-hyeon         |     |
| CF                    | 8  | Nenad Jestrović       | 86' |
| Wisselspelers:        |    |                       |     |
|                       |    |                       |     |
| MF                    | 17 | Christian Wilhelmsson | 46' |
| MF                    | 14 | Marc Hendrikx         | 86' |
| Coach:                |    |                       |     |
| Hugo Broos            |    |                       |     |

| Rapid Boekarest (3–5–2): |    |                   |       |
|                          |    |                   |       |
| GK                       | 1  | Emilian Dolha     | 65'   |
| CB                       | 14 | Dănuț Perjă       |       |
| CB                       | 23 | Adrian Iencsi     |       |
| CB                       | 24 | Vasile Maftei     | 48'   |
| RWB                      | 9  | Valentin Bădoi    | 20'   |
| CM                       | 11 | Róbert Ilyés      | 88'   |
| CM                       | 6  | Florin Șoavă      | 12'   |
| LWB                      | 22 | Manu Godfroid     | 49'   |
| AM                       | 10 | Noureddine Ziyati | 77'   |
| RF                       | 21 | Daniel Niculae    | 90+2' |
| LF                       | 15 | Florin Bratu      | 70'   |
| Wisselspelers:           |    |                   |       |
|                          |    |                   |       |
| FW                       | 13 | Robert Niță       | 70'   |
| MF                       | 8  | Ion Ionuţ Luţu    | 77'   |
| FW                       | 16 | Henry Makinwa     | 88'   |
| Coach:                   |    |                   |       |
| Mircea Rednic            |    |                   |       |

### Derde voorronde (heen)
|                                                   |                                   |                |                    | |
| 13 augustus 2003 Voorrondes UEFA Champions League | RSC Anderlecht                    | 3 – 1          | Wisła Kraków       | Constant Vanden Stockstadion, Anderlecht Toeschouwers: 22.000 Scheidsrechter: Arturo Daudén Ibáñez |
| 13 augustus 2003 Voorrondes UEFA Champions League | 13' Jestrović 38' Lovre 59' Aruna | Wedstrijdfiche | 77' (pen) Żurawski | Constant Vanden Stockstadion, Anderlecht Toeschouwers: 22.000 Scheidsrechter: Arturo Daudén Ibáñez |

| Anderlecht | Wisła Kraków |

| Anderlecht (4–4–2): |    |                       |     |
|                     |    |                       |     |
| GK                  | 1  | Daniel Zitka          |     |
| RB                  | 12 | Olivier Doll          |     |
| CB                  | 27 | Vincent Kompany       |     |
| CB                  | 30 | Hannu Tihinen         |     |
| LB                  | 3  | Olivier Deschacht     |     |
| RM                  | 7  | Goran Lovre           | 86' |
| CM                  | 10 | Walter Baseggio       |     |
| CM                  | 15 | Besnik Hasi           | 14' |
| LM                  | 18 | Seol Ki-hyeon         |     |
| RF                  | 8  | Nenad Jestrović       | 39' |
| LF                  | 26 | Aruna Dindane         | 87' |
| Wisselspelers:      |    |                       |     |
|                     |    |                       |     |
| MF                  | 17 | Christian Wilhelmsson | 39' |
| MF                  | 21 | Pär Zetterberg        | 86' |
| Coach:              |    |                       |     |
| Hugo Broos          |    |                       |     |

| Wisła Kraków (4–3–3): |    |                     |     |
|                       |    |                     |     |
| GK                    | 25 | Adam Piekutowski    |     |
| RB                    | 4  | Marcin Baszczyński  |     |
| CB                    | 19 | Łukasz Nawotczyński |     |
| CB                    | 18 | Mariusz Jop         |     |
| LB                    | 17 | Jacek Paszulewicz   |     |
| CM                    | 16 | Paweł Strąk         |     |
| CM                    | 2  | Mirek Szymkowiak    | 32' |
| AM                    | 11 | Brasília            |     |
| RW                    | 8  | Grzegorz Pater      | 46' |
| CF                    | 21 | Tomasz Frankowski   | 46' |
| LW                    | 9  | Maciej Żurawski     |     |
| Wisselspelers:        |    |                     |     |
|                       |    |                     |     |
| MF                    | 7  | Lantame Ouadja      | 46' |
| FW                    | 29 | Daniel Dubicki      | 46' |
| Coach:                |    |                     |     |
| Henryk Kasperczak     |    |                     |     |

### Derde voorronde (terug)
|                                                   |              |                |                |                                                                                |
| 26 augustus 2003 Voorrondes UEFA Champions League | Wisła Kraków | 0 – 1          | RSC Anderlecht | Henryk Reymanstadion, Krakau Toeschouwers: 9.500 Scheidsrechter: Konrad Plautz |
| 26 augustus 2003 Voorrondes UEFA Champions League |              | Wedstrijdfiche | 85' Aruna      | Henryk Reymanstadion, Krakau Toeschouwers: 9.500 Scheidsrechter: Konrad Plautz |

| Wisła Kraków | Anderlecht |

| Wisła Kraków (4–3–3): |    |                     |     |
|                       |    |                     |     |
| GK                    | 25 | Adam Piekutowski    |     |
| RB                    | 4  | Marcin Baszczyński  |     |
| CB                    | 18 | Mariusz Jop         |     |
| CB                    | 17 | Jacek Paszulewicz   | 70' |
| LB                    | 3  | Maciej Stolarczyk   | 65' |
| CM                    | 16 | Paweł Strąk         |     |
| CM                    | 2  | Mirek Szymkowiak    | 76' |
| AM                    | 11 | Brasília            |     |
| RW                    | 31 | Damian Gorawski     |     |
| CF                    | 21 | Tomasz Frankowski   |     |
| LW                    | 9  | Maciej Żurawski     |     |
| Wisselspelers:        |    |                     |     |
|                       |    |                     |     |
| FW                    | 29 | Daniel Dubicki      | 65' |
| DF                    | 19 | Łukasz Nawotczyński | 70' |
| FW                    | 8  | Grzegorz Pater      | 76' |
| Coach:                |    |                     |     |
| Henryk Kasperczak     |    |                     |     |

| Anderlecht (4–2–3–1): |    |                       |     |
|                       |    |                       |     |
| GK                    | 1  | Daniel Zitka          |     |
| RB                    | 12 | Olivier Doll          |     |
| CB                    | 27 | Vincent Kompany       |     |
| CB                    | 30 | Hannu Tihinen         |     |
| LB                    | 3  | Olivier Deschacht     |     |
| CM                    | 10 | Walter Baseggio       |     |
| CM                    | 15 | Besnik Hasi           |     |
| RM                    | 7  | Goran Lovre           | 72' |
| AM                    | 21 | Pär Zetterberg        | 87' |
| LM                    | 18 | Seol Ki-hyeon         |     |
| CF                    | 26 | Aruna Dindane         | 87' |
| Wisselspelers:        |    |                       |     |
|                       |    |                       |     |
| MF                    | 17 | Christian Wilhelmsson | 72' |
| MF                    | 14 | Marc Hendrikx         | 87' |
| FW                    | 19 | Ivica Mornar          | 87' |
| Coach:                |    |                       |     |
| Hugo Broos            |    |                       |     |

### Groepsfase, groep A
| Eerste speeldag |     |                |
| Lyon            | 1–0 | Anderlecht     |
| Bayern München  | 2–1 | Celtic         |
| Tweede speeldag |     |                |
| Celtic          | 2–0 | Lyon           |
| Anderlecht      | 1–1 | Bayern München |
| Derde speeldag  |     |                |
| Anderlecht      | 1–0 | Celtic         |
| Lyon            | 1–1 | Bayern München |
| Vierde speeldag |     |                |
| Celtic          | 3–1 | Anderlecht     |
| Bayern München  | 1–2 | Lyon           |
| Vijfde speeldag |     |                |
| Anderlecht      | 1–0 | Lyon           |
| Celtic          | 0–0 | Bayern München |
| Zesde speeldag  |     |                |
| Lyon            | 3–2 | Celtic         |
| Bayern München  | 1–0 | Anderlecht     |

#### Klassement
| Team                  | Ptn | Wed | W | G | V | DV | DT | GD |
| --------------------- | --- | --- | - | - | - | -- | -- | -- |
| 1. Olympique Lyonnais | 10  | 6   | 3 | 1 | 2 | 7  | 7  | 0  |
| 2. Bayern München     | 9   | 6   | 2 | 3 | 1 | 6  | 5  | +1 |
| 3. Celtic FC          | 7   | 6   | 2 | 1 | 3 | 8  | 7  | +1 |
| 4. RSC Anderlecht     | 7   | 6   | 2 | 1 | 3 | 4  | 6  | −2 |

### Groepsfase speeldag 1
|                                                    |                   |                |                |                                                                         |
| 17 september 2003 Groepsfase UEFA Champions League | Olympique Lyon    | 1 – 0          | RSC Anderlecht | Stade de Gerland, Lyon Toeschouwers: 37.000 Scheidsrechter: Paulo Costa |
| 17 september 2003 Groepsfase UEFA Champions League | 25' (pen) Juninho | Wedstrijdfiche |                | Stade de Gerland, Lyon Toeschouwers: 37.000 Scheidsrechter: Paulo Costa |

| Lyon | Anderlecht |

| Lyon (4–4–2 ruit): |    |                    |         |
|                    |    |                    |         |
| GK                 | 1  | Grégory Coupet     |         |
| RB                 | 2  | Éric Deflandre     |         |
| CB                 | 3  | Edmílson           |         |
| CB                 | 20 | Patrick Müller     |         |
| LB                 | 12 | Anthony Réveillère |         |
| DM                 | 7  | Mahamadou Diarra   |         |
| CM                 | 24 | Vikash Dhorasoo    |         |
| CM                 | 4  | Michael Essien     |         |
| AM                 | 8  | Juninho            | 70'     |
| RF                 | 14 | Sidney Govou       | 34' 72' |
| LF                 | 9  | Giovane Élber      | 89'     |
| Wisselspelers:     |    |                    |         |
|                    |    |                    |         |
| MF                 | 10 | Éric Carrière      | 70'     |
| FW                 | 11 | Florent Malouda    | 72'     |
| FW                 | 18 | Péguy Luyindula    | 89'     |
| Coach:             |    |                    |         |
| Paul Le Guen       |    |                    |         |

| Anderlecht (4–2–3–1): |    |                       |     |
|                       |    |                       |     |
| GK                    | 1  | Daniel Zitka          | 25' |
| RB                    | 6  | Michał Żewłakow       | 76' |
| CB                    | 30 | Hannu Tihinen         |     |
| CB                    | 5  | Glen De Boeck         |     |
| LB                    | 3  | Olivier Deschacht     | 81' |
| CM                    | 10 | Walter Baseggio       |     |
| CM                    | 15 | Besnik Hasi           | 65' |
| RM                    | 17 | Christian Wilhelmsson |     |
| AM                    | 21 | Pär Zetterberg        |     |
| LM                    | 18 | Seol Ki-hyeon         |     |
| CF                    | 26 | Aruna Dindane         |     |
| Wisselspelers:        |    |                       |     |
|                       |    |                       |     |
| FW                    | 19 | Ivica Mornar          | 65' |
| Coach:                |    |                       |     |
| Hugo Broos            |    |                       |     |

### Groepsfase speeldag 2
|                                                    |                |                |                | |
| 30 september 2003 Groepsfase UEFA Champions League | RSC Anderlecht | 1 – 1          | Bayern München | Constant Vanden Stockstadion, Anderlecht Toeschouwers: 21.788 Scheidsrechter: Luis Medina Cantalejo |
| 30 september 2003 Groepsfase UEFA Champions League | 53' Mornar     | Wedstrijdfiche | 74' Santa Cruz | Constant Vanden Stockstadion, Anderlecht Toeschouwers: 21.788 Scheidsrechter: Luis Medina Cantalejo |

| Anderlecht | Bayern |

| Anderlecht (4–4–2): |    |                   |         |
|                     |    |                   |         |
| GK                  | 1  | Daniel Zitka      |         |
| RB                  | 6  | Michał Żewłakow   |         |
| CB                  | 27 | Vincent Kompany   |         |
| CB                  | 30 | Hannu Tihinen     |         |
| LB                  | 3  | Olivier Deschacht |         |
| RM                  | 14 | Marc Hendrikx     | 57' 83' |
| CM                  | 10 | Walter Baseggio   |         |
| CM                  | 15 | Besnik Hasi       | 7'      |
| LM                  | 18 | Seol Ki-hyeon     |         |
| RF                  | 26 | Aruna Dindane     |         |
| LF                  | 19 | Ivica Mornar      | 87'     |
| Wisselspelers:      |    |                   |         |
|                     |    |                   |         |
| MF                  | 11 | Martin Kolář      | 83'     |
| MF                  | 21 | Pär Zetterberg    | 87'     |
| Coach:              |    |                   |         |
| Hugo Broos          |    |                   |         |

| Bayern (4–4–2 ruit): |    |                        |         |
|                      |    |                        |         |
| GK                   | 1  | Oliver Kahn            |         |
| RB                   | 5  | Robert Kovač           |         |
| CB                   | 25 | Thomas Linke           |         |
| CB                   | 4  | Samuel Kuffour         | 43' 73' |
| LB                   | 3  | Bixente Lizarazu       |         |
| DM                   | 6  | Martín Demichelis      |         |
| CM                   | 23 | Owen Hargreaves        | 63'     |
| CM                   | 11 | Zé Roberto             | 63'     |
| AM                   | 13 | Michael Ballack        |         |
| RF                   | 14 | Claudio Pizarro        | 36'     |
| LF                   | 10 | Roy Makaay             |         |
| Wisselspelers:       |    |                        |         |
|                      |    |                        |         |
| MF                   | 31 | Bastian Schweinsteiger | 63'     |
| FW                   | 24 | Roque Santa Cruz       | 63'     |
| MF                   | 20 | Hasan Salihamidžić     | 73'     |
| Coach:               |    |                        |         |
| Ottmar Hitzfeld      |    |                        |         |

### Groepsfase speeldag 3
|                                                  |                |                |           |                                                                                              |
| 21 oktober 2003 Groepsfase UEFA Champions League | RSC Anderlecht | 1 – 0          | Celtic FC | Constant Vanden Stockstadion, Anderlecht Toeschouwers: 21.800 Scheidsrechter: Fritz Stuchlik |
| 21 oktober 2003 Groepsfase UEFA Champions League | 72' Aruna      | Wedstrijdfiche |           | Constant Vanden Stockstadion, Anderlecht Toeschouwers: 21.800 Scheidsrechter: Fritz Stuchlik |

| Anderlecht | Celtic |

| Anderlecht (4–4–2): |    |                       |           |
|                     |    |                       |           |
| GK                  | 1  | Daniel Zitka          |           |
| RB                  | 6  | Michał Żewłakow       |           |
| CB                  | 27 | Vincent Kompany       |           |
| CB                  | 5  | Glen De Boeck         | 26'       |
| LB                  | 3  | Olivier Deschacht     |           |
| RM                  | 17 | Christian Wilhelmsson | 87'       |
| CM                  | 10 | Walter Baseggio       |           |
| CM                  | 15 | Besnik Hasi           |           |
| LM                  | 11 | Martin Kolář          | 90'       |
| RF                  | 26 | Aruna Dindane         |           |
| LF                  | 19 | Ivica Mornar          |           |
| Wisselspelers:      |    |                       |           |
|                     |    |                       |           |
| MF                  | 14 | Marc Hendrikx         | 87' 90+2' |
| DF                  | 30 | Hannu Tihinen         | 90'       |
| Coach:              |    |                       |           |
| Hugo Broos          |    |                       |           |

| Celtic (3–5–2): |    |                 |     |
|                 |    |                 |     |
| GK              | 21 | Magnus Hedman   |     |
| CB              | 4  | Jackie McNamara | 46' |
| CB              | 6  | Bobo Baldé      |     |
| CB              | 23 | Stanislav Varga |     |
| RWB             | 17 | Didier Agathé   |     |
| CM              | 18 | Neil Lennon     | 79' |
| CM              | 19 | Stilijan Petrov | 64' |
| LWB             | 8  | Alan Thompson   |     |
| AM              | 9  | Chris Sutton    |     |
| RF              | 10 | John Hartson    |     |
| LF              | 7  | Henrik Larsson  | 76' |
| Wisselspelers:  |    |                 |     |
|                 |    |                 |     |
| DF              | 5  | Joos Valgaeren  | 46' |
| MF              | 43 | Liam Miller     | 79' |
| Coach:          |    |                 |     |
| Martin O'Neill  |    |                 |     |

### Groepsfase speeldag 4
|                                                  |                                   |                |                      |                                                                          |
| 5 november 2003 Groepsfase UEFA Champions League | Celtic FC                         | 3 – 1          | RSC Anderlecht       | Celtic Park, Glasgow Toeschouwers: 59.057 Scheidsrechter: Kyros Vassaras |
| 5 november 2003 Groepsfase UEFA Champions League | 12' Larsson 17' Miller 29' Sutton | Wedstrijdfiche | 77' Mornar 77' Aruna | Celtic Park, Glasgow Toeschouwers: 59.057 Scheidsrechter: Kyros Vassaras |

| Celtic | Anderlecht |

| Celtic (3–5–2): |    |                 |         |
|                 |    |                 |         |
| GK              | 21 | Magnus Hedman   |         |
| CB              | 4  | Jackie McNamara |         |
| CB              | 6  | Bobo Baldé      |         |
| CB              | 23 | Stanislav Varga | 67'     |
| RWB             | 17 | Didier Agathé   |         |
| CM              | 18 | Neil Lennon     |         |
| CM              | 19 | Stilijan Petrov |         |
| LWB             | 43 | Liam Miller     | 76'     |
| AM              | 9  | Chris Sutton    | 32'     |
| RF              | 10 | John Hartson    | 33' 83' |
| LF              | 7  | Henrik Larsson  |         |
| Wisselspelers:  |    |                 |         |
|                 |    |                 |         |
| DF              | 2  | Michael Gray    | 76'     |
| MF              | 29 | Shaun Maloney   | 83' 90' |
| FW              | 3  | Momo Sylla      | 90'     |
| Coach:          |    |                 |         |
| Martin O'Neill  |    |                 |         |

| Anderlecht (4–4–2): |    |                       |     |
|                     |    |                       |     |
| GK                  | 1  | Daniel Zitka          |     |
| RB                  | 6  | Michał Żewłakow       | 45' |
| CB                  | 27 | Vincent Kompany       |     |
| CB                  | 30 | Hannu Tihinen         |     |
| LB                  | 3  | Olivier Deschacht     |     |
| RM                  | 14 | Marc Hendrikx         | 63' |
| CM                  | 10 | Walter Baseggio       |     |
| CM                  | 15 | Besnik Hasi           |     |
| LM                  | 17 | Christian Wilhelmsson | 60' |
| RF                  | 26 | Aruna Dindane         | 33' |
| LF                  | 19 | Ivica Mornar          |     |
| Wisselspelers:      |    |                       |     |
|                     |    |                       |     |
| MF                  | 11 | Martin Kolář          | 63' |
| Coach:              |    |                       |     |
| Hugo Broos          |    |                       |     |

### Groepsfase speeldag 5
|                                                   |                |                |                |                                                                                                |
| 25 november 2003 Groepsfase UEFA Champions League | RSC Anderlecht | 1 – 0          | Olympique Lyon | Constant Vanden Stockstadion, Anderlecht Toeschouwers: 20.800 Scheidsrechter: Domenico Messina |
| 25 november 2003 Groepsfase UEFA Champions League | 71' Tihinen    | Wedstrijdfiche |                | Constant Vanden Stockstadion, Anderlecht Toeschouwers: 20.800 Scheidsrechter: Domenico Messina |

| Anderlecht | Lyon |

| Anderlecht (4–2–3–1): |    |                       |     |
|                       |    |                       |     |
| GK                    | 1  | Daniel Zitka          |     |
| RB                    | 6  | Michał Żewłakow       | 68' |
| CB                    | 27 | Vincent Kompany       |     |
| CB                    | 30 | Hannu Tihinen         |     |
| LB                    | 3  | Olivier Deschacht     |     |
| CM                    | 10 | Walter Baseggio       |     |
| CM                    | 15 | Besnik Hasi           |     |
| RM                    | 17 | Christian Wilhelmsson |     |
| AM                    | 21 | Pär Zetterberg        | 88' |
| LM                    | 11 | Martin Kolář          | 90' |
| CF                    | 19 | Ivica Mornar          |     |
| Wisselspelers:        |    |                       |     |
|                       |    |                       |     |
| MF                    | 14 | Marc Hendrikx         | 68' |
| MF                    | 4  | Yves Vanderhaeghe     | 88' |
| FW                    | 22 | Oleh Jasjtsjoek       | 90' |
| Coach:                |    |                       |     |
| Hugo Broos            |    |                       |     |

| Lyon (4–2–3–1): |    |                    |     |
|                 |    |                    |     |
| GK              | 30 | Nicolas Puydebois  |     |
| RB              | 12 | Anthony Réveillère |     |
| CB              | 3  | Edmílson           |     |
| CB              | 20 | Patrick Müller     |     |
| LB              | 23 | Jérémy Berthod     | 80' |
| CM              | 8  | Juninho            |     |
| CM              | 7  | Mahamadou Diarra   | 74' |
| RM              | 14 | Sidney Govou       |     |
| AM              | 18 | Péguy Luyindula    |     |
| LM              | 11 | Florent Malouda    |     |
| CF              | 9  | Giovane Élber      |     |
| Wisselspelers:  |    |                    |     |
|                 |    |                    |     |
| MF              | 10 | Éric Carrière      | 74' |
| DF              | 5  | Caçapa             | 80' |
| Coach:          |    |                    |     |
| Paul Le Guen    |    |                    |     |

### Groepsfase speeldag 6
|                                                   |                  |                |                |                                                                                 |
| 10 december 2003 Groepsfase UEFA Champions League | Bayern München   | 1 – 0          | RSC Anderlecht | Olympiastadion, München Toeschouwers: 52.000 Scheidsrechter: Kim Milton Nielsen |
| 10 december 2003 Groepsfase UEFA Champions League | 42' (pen) Makaay | Wedstrijdfiche |                | Olympiastadion, München Toeschouwers: 52.000 Scheidsrechter: Kim Milton Nielsen |

| Bayern | Anderlecht |

| Bayern (4–4–2 ruit): |    |                        |     |
|                      |    |                        |     |
| GK                   | 1  | Oliver Kahn            |     |
| RB                   | 20 | Hasan Salihamidžić     | 79' |
| CB                   | 25 | Thomas Linke           |     |
| CB                   | 4  | Samuel Kuffour         |     |
| LB                   | 3  | Bixente Lizarazu       |     |
| DM                   | 13 | Michael Ballack        |     |
| CM                   | 23 | Owen Hargreaves        |     |
| CM                   | 11 | Zé Roberto             | 67' |
| AM                   | 24 | Roque Santa Cruz       |     |
| RF                   | 14 | Claudio Pizarro        |     |
| LF                   | 10 | Roy Makaay             | 85' |
| Wisselspelers:       |    |                        |     |
|                      |    |                        |     |
| DF                   | 2  | Willy Sagnol           | 67' |
| FW                   | 31 | Bastian Schweinsteiger | 79' |
| Coach:               |    |                        |     |
| Ottmar Hitzfeld      |    |                        |     |

| Anderlecht (4–2–3–1): |    |                       |       |
|                       |    |                       |       |
| GK                    | 1  | Daniel Zitka          |       |
| RB                    | 6  | Michał Żewłakow       | 64'   |
| CB                    | 27 | Vincent Kompany       |       |
| CB                    | 30 | Hannu Tihinen         | 40'   |
| LB                    | 3  | Olivier Deschacht     |       |
| CM                    | 10 | Walter Baseggio       | 45+2' |
| CM                    | 15 | Besnik Hasi           | 79'   |
| RM                    | 14 | Marc Hendrikx         | 86'   |
| AM                    | 21 | Pär Zetterberg        | 41'   |
| LM                    | 26 | Aruna Dindane         |       |
| CF                    | 19 | Ivica Mornar          |       |
| Wisselspelers:        |    |                       |       |
|                       |    |                       |       |
| MF                    | 17 | Christian Wilhelmsson | 64'   |
| FW                    | 22 | Oleh Jasjtsjoek       | 79'   |
| MF                    | 11 | Martin Kolář          | 86'   |
| Coach:                |    |                       |       |
| Hugo Broos            |    |                       |       |

#### Eindstand
| Team                  | Ptn | Wed | W | G | V | DV | DT | GD |
| --------------------- | --- | --- | - | - | - | -- | -- | -- |
| 1. Olympique Lyonnais | 10  | 6   | 3 | 1 | 2 | 7  | 7  | 0  |
| 2. Bayern München     | 9   | 6   | 2 | 3 | 1 | 6  | 5  | +1 |
| 3. Celtic FC          | 7   | 6   | 2 | 1 | 3 | 8  | 7  | +1 |
| 4. RSC Anderlecht     | 7   | 6   | 2 | 1 | 3 | 4  | 6  | −2 |

## Beker van België

### Laatste 16
|  | 1/8e finale | 1/8e finale                | 1/8e finale    |     |                    | kwartfinale | kwartfinale        | kwartfinale |  |  | halve finale | halve finale | halve finale |   |  | finale | finale | finale |
|  |             |                            |                |     |                    |             |                    |             |  |  |              |              |              |   |  |        |        |        |
|  |             | K. Heusden-Zolder          | 2              |     |                    |             |                    |             |  |  |              |              |              |   |  |        |        |        |
|  |             | KSC Lokeren                | 1              |     |                    |             |                    |             |  |  |              |              |              |   |  |        |        |        |
|  |             | KSC Lokeren                | 1              |     | K. Heusden-Zolder  | 2 0         |                    |             |  |  |              |              |              |   |  |        |        |        |
|  |             |                            |                |     | K. Heusden-Zolder  | 2 0         |                    |             |  |  |              |              |              |   |  |        |        |        |
|  |             |                            | RSC Anderlecht | 3 0 |                    |             |                    |             |  |  |              |              |              |   |  |        |        |        |
|  |             | RSC Anderlecht             | RSC Anderlecht | 3 0 | 4                  |             |                    |             |  |  |              |              |              |   |  |        |        |        |
|  |             |                            |                |     | 4                  |             |                    |             |  |  |              |              |              |   |  |        |        |        |
|  |             | Antwerp FC                 | 2              |     |                    |             |                    |             |  |  |              |              |              |   |  |        |        |        |
|  |             |                            |                |     |                    |             | RSC Anderlecht     | 1 0         |  |  |              |              |              |   |  |        |        |        |
|  |             |                            |                |     |                    |             |                    |             |  |  |              |              |              |   |  |        |        |        |
|  |             |                            | KSK Beveren    | 1 0 |                    |             |                    |             |  |  |              |              |              |   |  |        |        |        |
|  |             | Lierse SK                  | KSK Beveren    | 1 0 | 1 (pen. 1)         |             |                    |             |  |  |              |              |              |   |  |        |        |        |
|  |             |                            |                |     | 1 (pen. 1)         |             |                    |             |  |  |              |              |              |   |  |        |        |        |
|  |             | GBA                        | 1 (pen. 3)     |     |                    |             |                    |             |  |  |              |              |              |   |  |        |        |        |
|  |             | GBA                        | 1 (pen. 3)     |     | GBA                | 1 0         |                    |             |  |  |              |              |              |   |  |        |        |        |
|  |             |                            |                |     | GBA                | 1 0         |                    |             |  |  |              |              |              |   |  |        |        |        |
|  |             |                            | KSK Beveren    | 2 1 |                    |             |                    |             |  |  |              |              |              |   |  |        |        |        |
|  |             | KVC Westerlo               | KSK Beveren    | 2 1 | 1 (pen. 4)         |             |                    |             |  |  |              |              |              |   |  |        |        |        |
|  |             |                            |                |     | 1 (pen. 4)         |             |                    |             |  |  |              |              |              |   |  |        |        |        |
|  |             | KSK Beveren                | 1 (pen. 5)     |     |                    |             |                    |             |  |  |              |              |              |   |  |        |        |        |
|  |             |                            |                |     |                    |             |                    |             |  |  |              |              | KSK Beveren  | 2 |  |        |        |        |
|  |             |                            |                |     |                    |             |                    |             |  |  |              |              |              | 2 |  |        |        |        |
|  |             |                            | Club Brugge    | 4   |                    |             |                    |             |  |  |              |              |              |   |  |        |        |        |
|  |             | Excelsior Mouscron         | Club Brugge    | 4   | 4                  |             |                    |             |  |  |              |              |              |   |  |        |        |        |
|  |             | Excelsior Mouscron         |                |     | 4                  |             |                    |             |  |  |              |              |              |   |  |        |        |        |
|  |             | Verbroedering Denderhoutem | 0              |     |                    |             |                    |             |  |  |              |              |              |   |  |        |        |        |
|  |             | Verbroedering Denderhoutem | 0              |     | Excelsior Mouscron | 3 0         |                    |             |  |  |              |              |              |   |  |        |        |        |
|  |             |                            |                |     | Excelsior Mouscron | 3 0         |                    |             |  |  |              |              |              |   |  |        |        |        |
|  |             |                            | Cercle Brugge  | 2 0 |                    |             |                    |             |  |  |              |              |              |   |  |        |        |        |
|  |             | Bocholter VV               | Cercle Brugge  | 2 0 | 0                  |             |                    |             |  |  |              |              |              |   |  |        |        |        |
|  |             |                            |                |     | 0                  |             |                    |             |  |  |              |              |              |   |  |        |        |        |
|  |             | Cercle Brugge              | 3              |     |                    |             |                    |             |  |  |              |              |              |   |  |        |        |        |
|  |             |                            |                |     |                    |             | Excelsior Mouscron | 2 0         |  |  |              |              |              |   |  |        |        |        |
|  |             |                            |                |     |                    |             |                    |             |  |  |              |              |              |   |  |        |        |        |
|  |             |                            | Club Brugge    | 2 1 |                    |             |                    |             |  |  |              |              |              |   |  |        |        |        |
|  |             | Verbroedering Geel         | Club Brugge    | 2 1 | 0                  |             |                    |             |  |  |              |              |              |   |  |        |        |        |
|  |             | Verbroedering Geel         |                |     | 0                  |             |                    |             |  |  |              |              |              |   |  |        |        |        |
|  |             | RAA Louviéroise            | 1              |     |                    |             |                    |             |  |  |              |              |              |   |  |        |        |        |
|  |             | RAA Louviéroise            | 1              |     | RAA Louviéroise    | 2 0         |                    |             |  |  |              |              |              |   |  |        |        |        |
|  |             |                            |                |     | RAA Louviéroise    | 2 0         |                    |             |  |  |              |              |              |   |  |        |        |        |
|  |             |                            | Club Brugge    | 1 2 |                    |             |                    |             |  |  |              |              |              |   |  |        |        |        |
|  |             | Club Brugge                | Club Brugge    | 1 2 | 2                  |             |                    |             |  |  |              |              |              |   |  |        |        |        |
|  |             | Club Brugge                |                |     | 2                  |             |                    |             |  |  |              |              |              |   |  |        |        |        |
|  |             | KAA Gent                   | 0              |     |                    |             |                    |             |  |  |              |              |              |   |  |        |        |        |

## Individuele prijzen
- Gouden Schoen - Aruna Dindane
- Profvoetballer van het Jaar - Aruna Dindane
- Trainer van het Jaar - Hugo Broos
- Jonge Profvoetballer van het Jaar - Vincent Kompany
- Ebbenhouten Schoen - Vincent Kompany
- Man van het Seizoen - Vincent Kompany
- Fair-Play Prijs - Pär Zetterberg

## Afbeeldingen

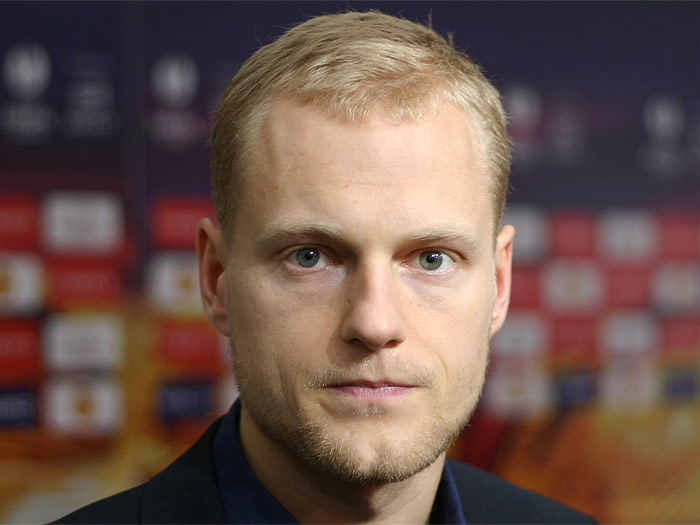
Olivier Deschacht (verdediger)
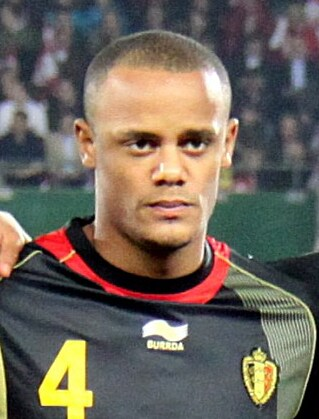
/ Vincent Kompany (verdediger)
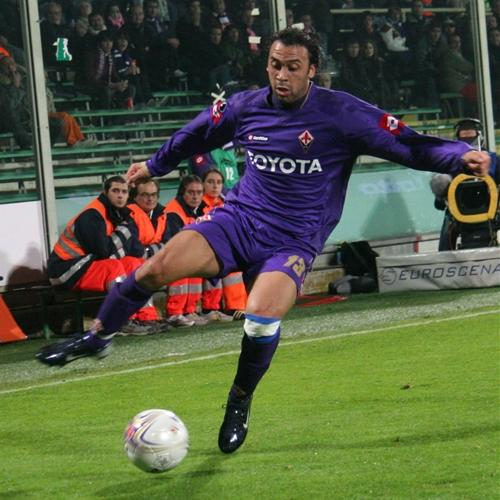
/ Anthony Vanden Borre (verdediger)
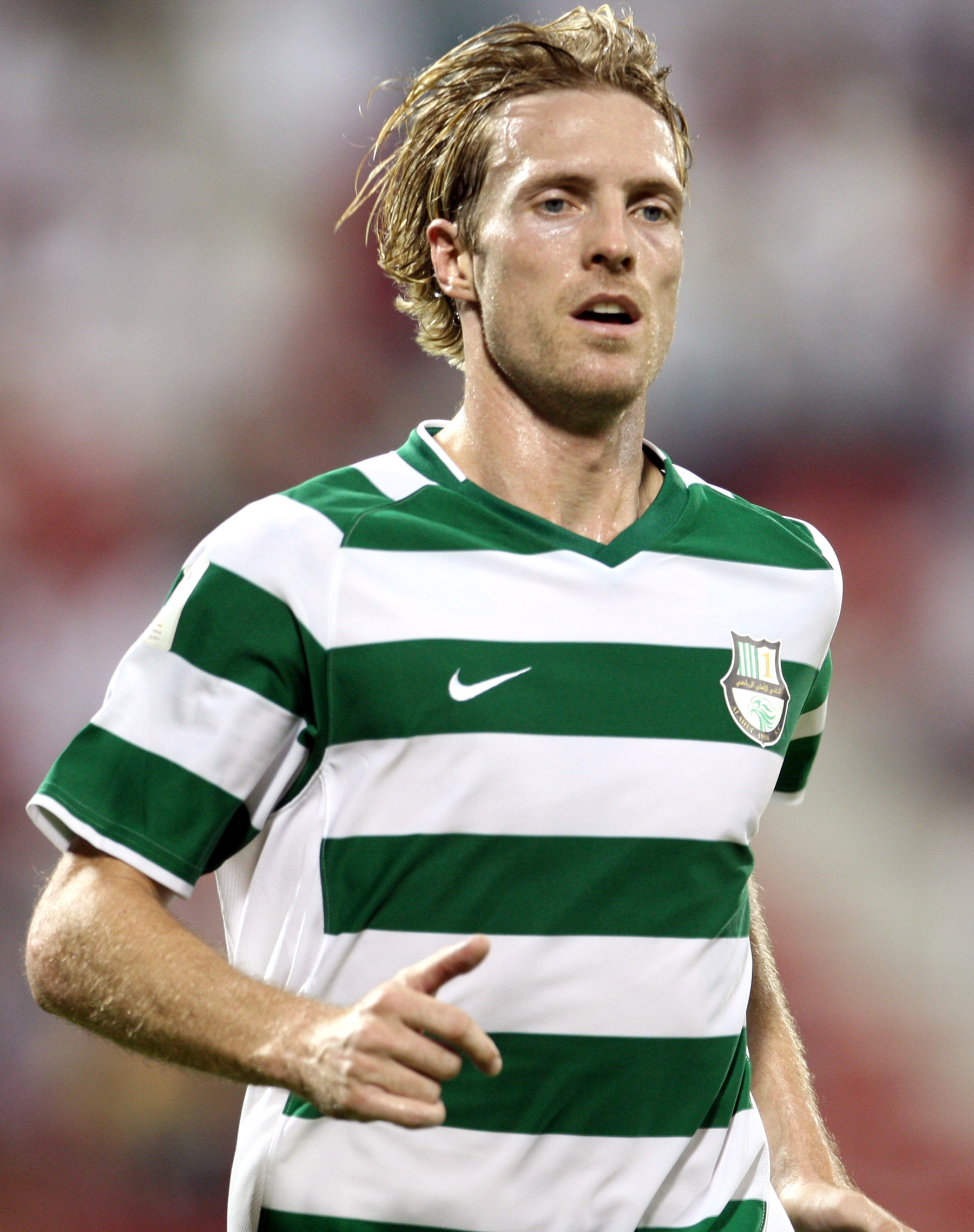
Christian Wilhelmsson (middenvelder)
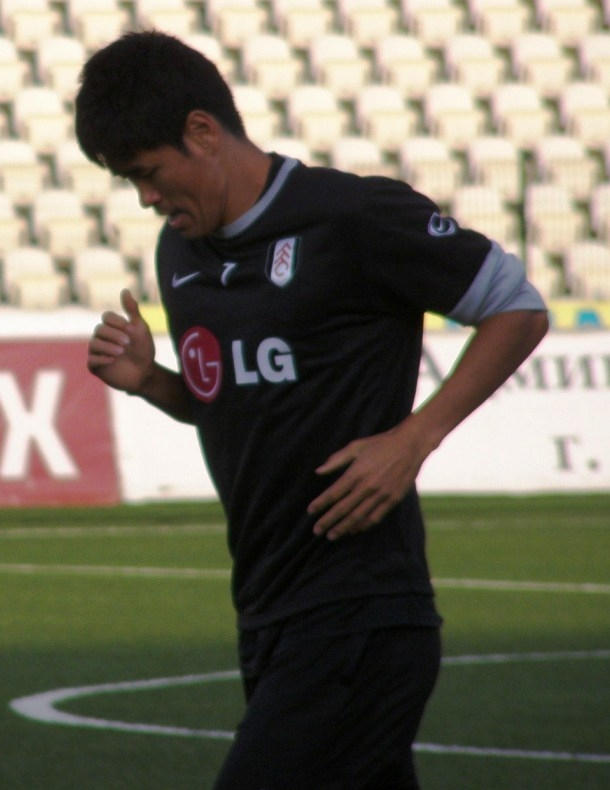
Seol Ki-Hyeon (aanvaller)
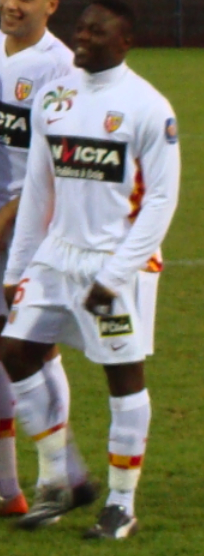
Aruna Dindane (aanvaller)